# Чеська Сілезія
Чеська Сілезія (чеськ. České Slezsko) — одна з трьох Чеських земель і частина Сілезії. Розташована на північному сході Чехії, в основному в Моравсько-Сілезькому краю, та частково у Оломоуцькому краю. Також відома як Моравська Сілезія (чеськ. Moravské Slezsko або чеськ. Moravskoslezsko), була в складі Австрійської Сілезії до 1918; між 1938 і 1945 область існувала під назвою Судетська Сілезія, маючи на увазі Судетську область.

## Географія
Місто Острава знаходиться в її географічному центрі, область розташована майже цілком в сучасному Мораво-Сілезькому краю (на півдні і крайньому заході), невелика частка в Оломоуцькому краю біля міста Єсенік. Після Острави найбільшими містами є Опава і Чеські-Тешин. Історично Чеські-Тешин — західна частина міста Цешин, який належить Польщі.
Регіон розташовано в Судетах, що переходять на сході у Карпати. Головні річки краю є Одер, Опава і Олжа (яка є природним кордоном з Польщею).

## Історія
Сучасна Чеська Сілезія походить перш за все від незначної частини Сілезії, яка залишилася Австрії в кінці Першої Сілезької війни 1742-го у вигляді Австрійської Сілезії, тоді як решта частини Сілезії була віддана Пруссії. Було повторно створене, як Герцогство Верхньої і Нижньої Сілезії, зі столицею в Опаві (нім. Troppau). В 1900, герцогство займало область 5140 км² і мало населення 670,000.
У 1918, колишнє герцогство увійшло у нещодавно створену державу Чехословаччину, окрім частини на схід від річки Олжа біля Цешину, який став частиною Польщі. Глючин край (нім. Hultschiner Ländchen), колись частина Пруської Сілезії, також став частиною Чехословаччини згідно з Версальським договором в 1920.
Згідно з Мюнхенською угодою 1938, більшість Чеської Сілезії стали частиною Судетської області (рейхсгау) і Польща окупувала Заолжя область на західному березі Олжі. (Польські надбання, що були втрачені, коли Третій Рейх окупував Польщу у наступному році).
За винятком областей навколо Тешину і Острави, Чеська Сілезія в основному мала німецькомовне населення до 1945. Після Другої Світової війни, Чеська Сілезія і Глючин край були повернені Чехословаччині і німці були депортовані. Кордон з Польщею був ще раз встановлений вздовж Олжі (підтверджено договором в 1958).

## Населення
Населення переважно розмовляє чеською мовою із зміненими голосними звуками. Частина населення говорить ляською мовою, яку класифіковано як діалект чеської мови  [Архівовано 13 грудня 2012 у WebCite], хоча говірка також має деяку схожість з польською мовою. У Тешинській Сілезії розмовляють також на діалекті Тешинської Сілезії здебільшого поляки.